# Деніз Скотт-Браун
Деніз Скотт-Браун, до шлюбу Лакофскі (англ. Denise Scott Brown; нар. 3 жовтня 1931) — американська архітекторка, проєктувальниця, містобудівниця, письменниця, викладачка університетів. Керівниця фірми «Venturi, Scott Brown and Associates» в Філадельфії.

## Життєпис
У Деніз Лакофскі, яка народилася в єврейській сім'ї Саймона і Філліс (Хепкер) Лакофскі, з п'яти років було бачення, що вона стане архітекторкою. Переслідуючи цю мету, вона проводила літо, працюючи з архітекторами, а з 1948 по 1952 рік, після відвідування коледжу Кінгсмід, вчилася в Південній Африці в Вітватерсрандському університеті. Вона ненадовго зайнялася ліберальною політикою, але була розчарована неприйняттям жінок в цій сфері. Лакофскі вирушила до Лондона в 1952 році, працюючи на модерністського архітектора Фредеріка Гібберда. Вона продовжила свою освіту там, вигравши конкурс в Архітектурну школу Архітектурної асоціації. Там до неї приєднався Роберт Скотт Браун, з яким вона познайомилася в Вітватерсрандському університеті в 1954 році і здобула диплом архітектора в 1955 році.
Деніз Лакофскі одружилася зі Скоттом-Брауном 21 липня 1955 року. Наступні три роки вони провели, працюючи і подорожуючи Європою, а в 1958 році переїхали до Філадельфії, штат Пенсільванія, щоб вчитися у відділі планування Пенсильванського університету. У 1959 році чоловік загинув в автокатастрофі. Деніз Скотт Браун здобула магістерський ступінь з міського планування в 1960 році і після закінчення навчання стала викладачкою в університеті.
Під час викладання здобула магістерський ступінь з архітектури. На викладацьких зборах в 1960 році Скотт-Браун виступила проти знесення університетської бібліотеки (нині Бібліотеки витончених мистецтв Фішера), спроєктованої філадельфійським архітектором Френком Фернесом. На зустрічі вона познайомилася з Робертом Вентурі, молодим архітектором і колегою-професором. Стала спрівпрацювати з ним і разом викладати курси з 1962 по 1964 рік. Деніз Скотт-Браун покинула Пенсільванський університет в 1965 році. Ставши відомою як вчена в області міського планування, вона викладала в Університеті Каліфорнії (Берклі), а потім була співголовою Програми міського дизайну Університету Каліфорнії в Лос-Анджелесі.
За роки роботи на Південному Заході Деніз Скотт-Браун зацікавилася новими містами Лос-Анджелес і Лас-Вегас. Вона запросила Вентурі відвідати її заняття в Каліфорнійському університеті в Лос-Анджелесі, а в 1966 році попросила його поїхати з нею в Лас-Вегас. Вони одружилися в Санта-Моніці, штат Каліфорнія, 23 липня 1967 року. Скотт-Браун повернувся до Філадельфії в 1967 році, щоб приєднатися до фірми чоловіка «Вентурі і Раух», і стала директоркою з планування в 1969 році. 
Пізніше викладала в Єльському університеті, де розробила курси, які заохочували архітекторів вивчати проблеми в штучному середовищі, використовуючи як традиційні емпіричні методи соціальних наук, так і дослідження медіа та поп-культуру.
У 2003 році була запрошеною лекторкою з Вентурі у Вищій школі дизайну Гарвардського університету.

## Також
- Жінки в архітектурі